# Svartbukig nålstjärt
Svartbukig nålstjärt (Discosura langsdorffi) är en fågel i familjen kolibrier.

## Utseende
Svartbukig nålstjärt är en mycket liten, kokettliknande kolibri. Hanen är gnistrande smaragdgrön med svart bug, tydligt vitt band på övergumpen, kort tofs på huvudet och långa, raka stjärtfjädrar. Honan liknar hanen, men är mer färglös under med kortare stjärt. 

## Utbredning och systematik
Svartbukig nålstjärt delas in i två underarter:
- D. l. melanosternon – förekommer i sydöstra Colombia till södra Venezuela, östra Ecuador, östra Peru och västra Brasilien
- D. l. langsdorffi – förekommer i östra Brasilien (Bahia, Espírito Santo och Rio de Janeiro)

## Levnadssätt
Svartbukig nålstjärt hittas i högväxt regnskog. Där födosöker den vid blommande träd i alla skikt.

## Status och hot
Arten har ett stort utbredningsområde, men tros minska i antal, dock inte tillräckligt kraftigt för att den ska betraktas som hotad. Internationella naturvårdsunionen IUCN listar arten som livskraftig (LC).